# NGC 1631
NGC 1631 је спирална галаксија у сазвежђу Еридан која се налази на NGC листи објеката дубоког неба.
Деклинација објекта је - 20° 39' 1" а ректасцензија 4h 38m 24,1s. Привидна величина (магнитуда) објекта NGC 1631 износи 13,4 а фотографска магнитуда 14,3. NGC 1631 је још познат и под ознакама ESO 551-21, MCG -3-12-17, IRAS 04362-2045, PGC 15705.